# Afrarchaea ngomensis
Espèce
Afrarchaea ngomensis est une espèce d'araignées aranéomorphes de la famille des Archaeidae.

## Distribution
Cette espèce est endémique d'Afrique du Sud. Elle se rencontre au Mpumalanga et au KwaZulu-Natal.

## Étymologie
Son nom d'espèce, composé de ngom[e] et du suffixe latin -ensis, « qui vit dans, qui habite », lui a été donné en référence au lieu de sa découverte, la forêt de Ngome.

## Publication originale
- Lotz, 1996 : Afrotropical Archaeidae (Araneae): 1. New species of Afrarchaea with notes on Afrarchaea godfreyi (Hewitt, 1919). Navorsinge van die Nasionale Museum Bloemfontein, vol. 12, p. 141-160.